# یگان ویژه نیروی دریایی ایالات متحده آمریکا
تیم‌های «دریا، هوا و زمین» نیروی دریایی ایالات متحده آمریکا یا یگان ویژه نیروی دریایی ایالات متحده آمریکا (به انگلیسی: Navy SEALs)، یگان اصلی عملیات‌های ویژه نیروی دریایی ایالات متحده آمریکا و بخشی از ستاد فرماندهی جنگاوری ویژه نیروی دریایی ایالات متحده آمریکا هستند.
یگان ویژه نیروی دریایی ایالات متحده آمریکا که در ۱۹۶۴ تشکیل شد، قابلیت حمله زمینی، هوایی و دریایی به صورت هم‌زمان را دارا است.
این نیروها وظیفه حملات دریایی ضربتی، عملیات‌های پنهانی و مخفی در عمق خاک دشمن و قابلیت حملات هم‌زمان را دارند.

## کشته شدن اسامه بن لادن
در تاریخ ۱ مه (۲ مه به ساعت محلی پاکستان) ۲۰۱۱ میلادی، باراک اوباما، رئیس‌جمهور ایالات متحده آمریکا اعلام کرد که «تیم شش» از یگان ویژه نیروی دریایی ایالات متحده آمریکا طی عملیاتی اسامه بن لادن، بنیان‌گذار و رهبر گروه القاعده و عامل حملات یازده سپتامبر را در یک ویلا در ابیت آباد پاکستان کشته‌اند. بنا به گفته مقامات رسمی ایالات متحده، این عملیات توسط ۲۰–۲۵ سرباز یگان ویژه نیروی دریایی ایالات متحده آمریکا تحت فرماندهی ستاد مشترک عملیات ویژه و با همکاری سیا انجام شد.

## ساختار و تیم‌های دریا، هوا و زمین نیروی دریایی

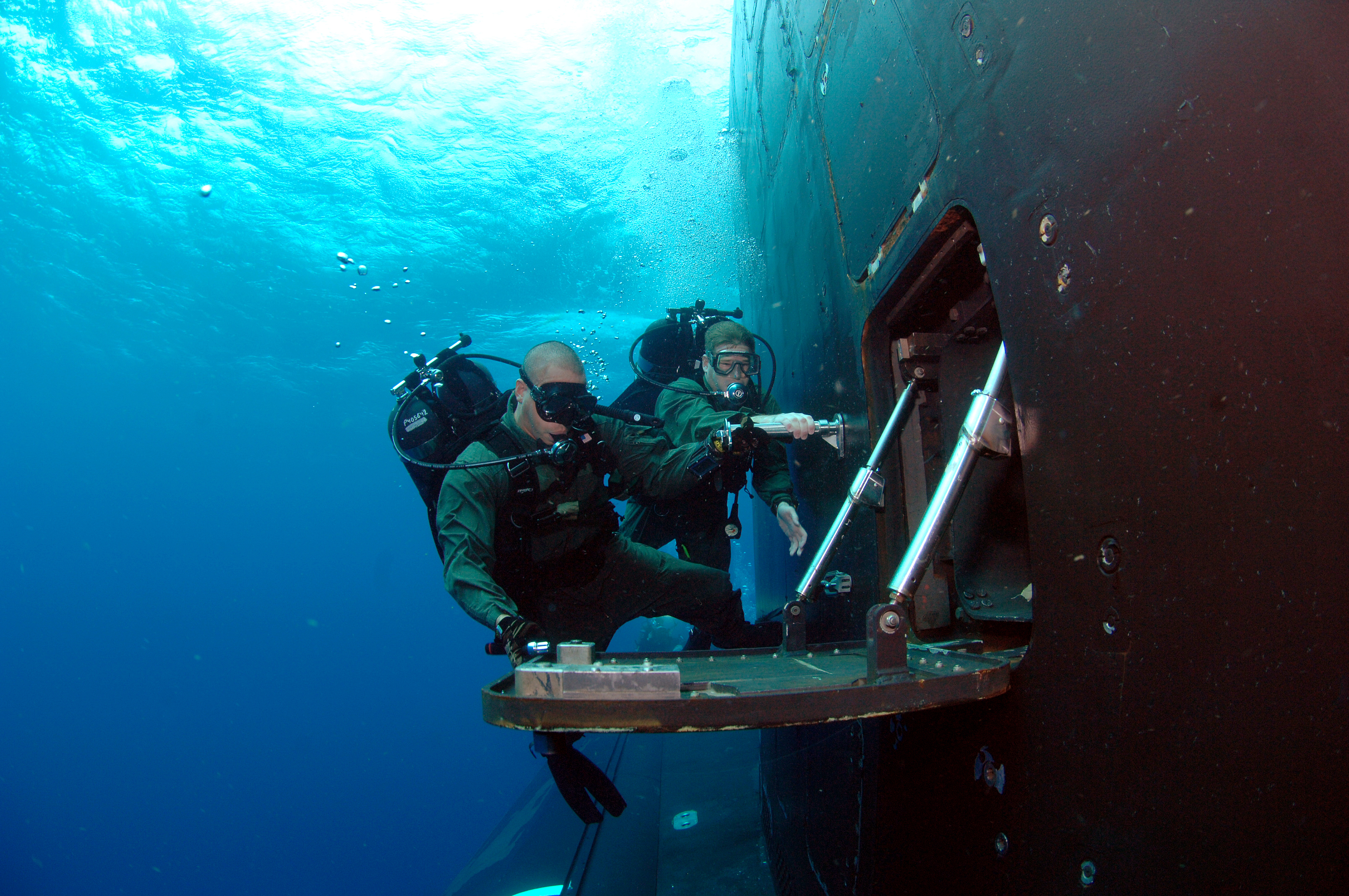
دو نفر از اعضای تیم زیردریاپیمای دریا هوا زمین ۲ در حال انجام ماموریت تمرینی با در سال ۲۰۰۷.

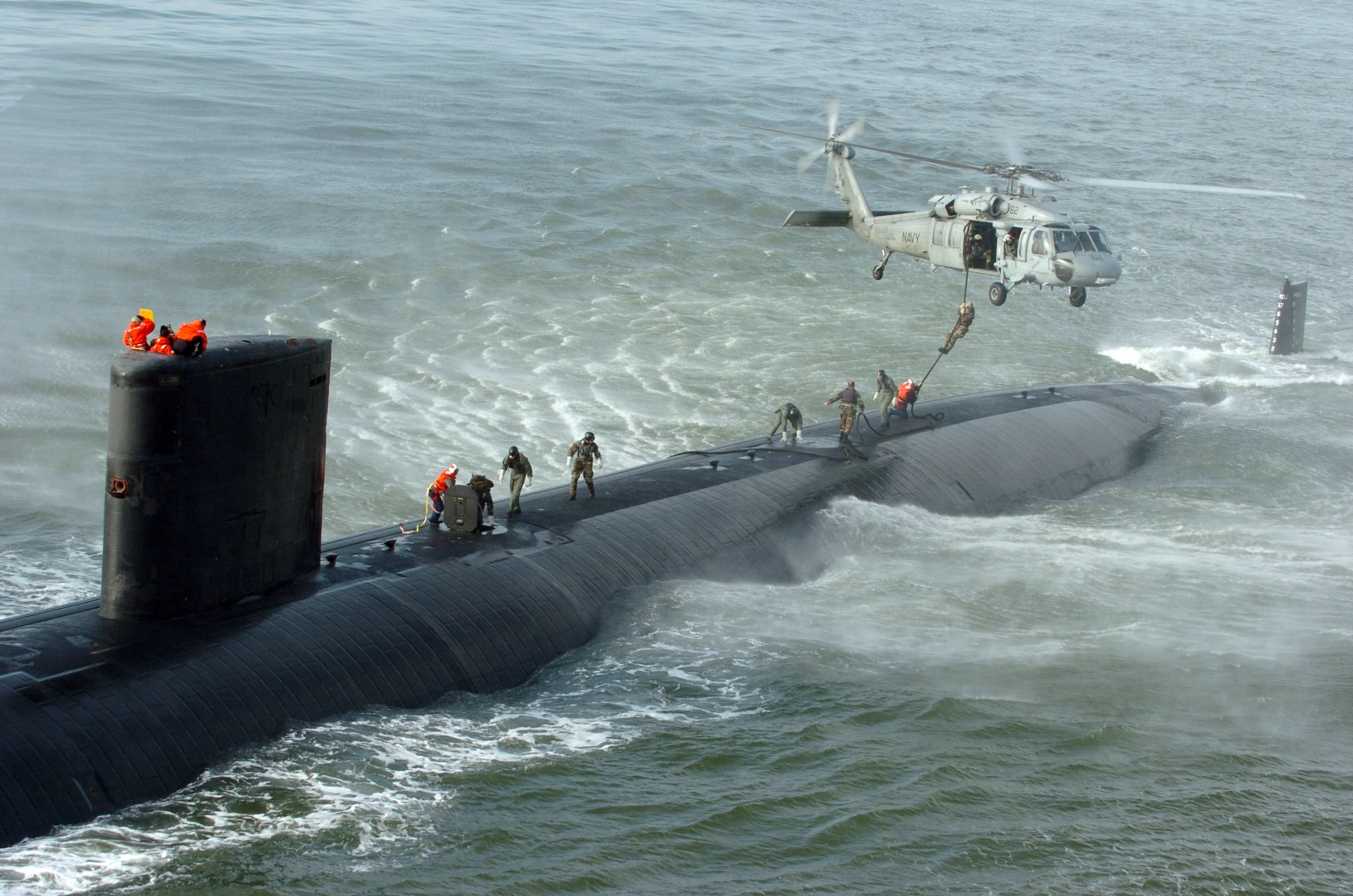
اعضای تیم زیردریاپیمای دریا هوا زمین ۲ در حال پایین‌آمدن با طناب روی عرشه (۲۰۰۵).

تعداد کل پرسنل، از جمله اعضای تیم‌های هوا، زمین، دریا و خدمه قایق‌های رزمی عملیات ویژه اختصاص داده شده به ستاد فرماندهی جنگاوری ویژه نیروی دریایی، حدود ۸۱۹۵ نفر از مجموع ۸۹۸۵ پرسنل نظامی و ۱۰۱۶۶ نفر شامل کارکنان پشتیبانی غیرنظامی تا سال ۲۰۱۵ است.

### گروه‌های جنگاوری ویژه دریایی
ستاد فرماندهی جنگاوری ویژه به شکل زیر سازماندهی شده است:
- گروه یکم جنگاوری ویژه دریایی - مستقر در پایگاه نیروی دریایی کورونادو، کالیفرنیا
  - تیم دریا هوا زمین ۱
  - تیم دریا هوا زمین ۳
  - تیم دریا هوا زمین ۵
  - تیم دریا هوا زمین ۷
- گروه دوم جنگاوری ویژه دریایی - مستقر در پایگاه نیروی دریایی لیتل‌کریک، ویرجینیا
  - تیم دریا هوا زمین ۲
  - تیم دریا هوا زمین ۴
  - تیم دریا هوا زمین ۸
  - تیم دریا هوا زمین ۱۰
- گروه چهارم جنگاوری ویژه دریایی - خدمه قایق‌های رزمی عملیات ویژه - مستقر در پایگاه نیروی دریایی لیتل‌کریک، ویرجینیا
  - تیم ویژه قایق ۱۲
  - تیم ویژه قایق ۲۰
  - تیم ویژه قایق ۲۲
- گروه هشتم جنگاوری ویژه دریایی[۱۲] - مستقر در پایگاه نیروی دریایی لیتل‌کریک، ویرجینیا[۱۳][۱۴][۱۵]
  - تیم زیردریاپیمای دریا هوا زمین ۱
  - تیم زیردریاپیمای دریا هوا زمین ۲
  - تیم شناسایی ویژه ۱
  - تیم شناسایی ویژه ۲
  - تیم پشتیبانی لجستیکی ۳
  - دسته آموزش ۳
  - مرکز پشتیبانی عملیات[۱۶]
- گروه یازدهم جنگاوری ویژه
  - تیم دریا هوا زمین ۱۷ (تیم پشتیبانی عملیاتی ۱ سابق)[۱۷]
  - تیم دریا هوا زمین ۱۷ (تیم پشتیبانی عملیاتی ۲ سابق)[۱۷]
- گروه توسعه جنگاوری ویژه نیروی دریایی - مستقر در پایگاه هوایی نیروی دریایی اوشینا، ویرجینیا بیچ، ویرجینیا - تحت فرماندهی عملیاتی ستاد فرماندهی مشترک عملیات ویژه
  - اسکادران قرمز (تهاجم)
  - اسکادران آبی (تهاجم)
  - اسکادران طلایی (تهاجم)
  - اسکادران نقره‌ای (تهاجم)
  - اسکادران سیاه (اطلاعات، شناسایی و نظارت)
  - اسکادران خاکستری (تیم‌های تحرک، حمل‌و‌نقل/غواص، نیروی واکنش سریع)
  - تیم سبز (انتخاب/آموزش)[۱۸]

### تیم‌های دریا هوا زمین (SEAL)
در ابتدا، تیم‌های SEAL بین ساحل غربی (تیم یک) و ساحل شرقی (تیم دو) تقسیم شده بودند. به همین دلیل، تیم‌های فعلی نیز به دو گروه تقسیم می‌شوند: گروه یکم جنگاوری ویژه دریایی (ساحل غربی) و گروه دوم جنگاوری ویژه دریایی (ساحل شرقی). هر دو این گروه‌ها، تحت فرماندهی ستاد فرماندهی جنگاوری ویژه نیروی دریایی، مستقر در پایگاه نیروی دریایی کورونادو در کالیفرنیا هستند.
این تیم‌ها به عنوان اسکادران‌های جنگاوری ویژه نیروی دریایی یا نیروهای رزمی عملیات ویژه اعزام شده و می‌توانند در هر نقطه از جهان مستقر شوند.
| نشان        | تیم                                               | منطقه اعزام                   | تعداد جوخه‌ها | مقر ستاد               | توضیحات |
| ----------- | ------------------------------------------------- | ----------------------------- | ------------ | ---------------------- | --- |
|             | تیم SEAL ۱                                        | جهانی                         | ۸ جوخه       | کورونادو، کالیفرنیا    | |
|             | تیم SEAL ۲                                        | جهانی                         | ۸ جوخه       | ویرجینیا بیچ، ویرجینیا | |
|             | تیم SEAL ۳                                        | خاورمیانه                     | ۸ جوخه       | کورونادو، کالیفرنیا    | |
|             | تیم SEAL ۴                                        | جهانی                         | ۸ جوخه       | ویرجینیا بیچ، ویرجینیا | |
|             | تیم SEAL ۵                                        | جهانی                         | ۸ جوخه       | کورونادو، کالیفرنیا    | |
|             | گروه توسعه جنگاوری ویژه نیروی دریایی (تیم SEAL ۶) | جهانی                         | محرمانه      | ویرجینیا بیچ، ویرجینیا | تیم SEAL ۶ در سال ۱۹۸۷ منحل شد. سپس نیروی دریایی، گروه توسعه جنگاوری ویژه نیروی دریایی را تاسیس کرد. پشتیبانی اداری این نیرو با ستاد فرماندهی جنگاوری ویژه نیروی دریایی و فرماندهی عملیاتی این گروه بر عهدهٔ ستاد فرماندهی مشترک عملیات ویژه است |
| SEAL Team 7 | تیم SEAL ۷                                        | جهانی                         | ۸ جوخه       | کورونادو، کالیفرنیا    | |
|             | تیم SEAL ۸                                        | جهانی                         | ۸ جوخه       | ویرجینیا بیچ، ویرجینیا | |
|             | تیم SEAL ۱۰                                       | خاورمیانه                     | ۸ جوخه       | ویرجینیا بیچ، ویرجینیا | |
|             | تیم SEAL ۱۷                                       | جهانی نیروی ذخیره             | ۲ جوخه       | کورونادو، کالیفرنیا    | تیم پشتیبانی عملیاتی ۱ سابق |
|             | تیم SEAL ۱۸                                       | جهانی نیروی ذخیره             | ۲ جوخه       | ویرجینیا بیچ، ویرجینیا | تیم پشتیبانی عملیاتی ۲ سابق |
|             | تیم زیردریاپیمای دریا هوا زمین ۱                  | اقیانوس آرام و هند، خاورمیانه | ۴ جوخه       | پرل‌هاربر، هاوایی       | |
|             | تیم زیردریاپیمای دریا هوا زمین ۲                  | اقیانوس اطلس، اروپا و آمریکا  | ۴ جوخه       | ویرجینیا بیچ، ویرجینیا | |